# Marianne Jean-Baptiste
Marianne Raigipcien Jean-Baptiste (Londres, 26 de abril de 1967) é uma atriz, cantora e compositora britânica de origem santa-lucense.
Seus pais nasceram em Antígua e Santa Lúcia. Formou-se na Academia Real de Arte Dramática, tendo atuado no Teatro Real Nacional. Sua estreia no cinema se deu em 1991. Também canta e compõe, tendo gravado um álbum de blues e feito a Trilha-sonora do filme Career Girls (1997), de Mike Leigh.
Em 1996 Jean-Baptiste ganhou destaque internacional graças a sua performance no filme Secrets & Lies, de Leigh. Sua atuação neste filme a transformou na primeira artista britânica de origem africana indicada a um Oscar. De 2002 a 2009, a atriz interpretou Vivian Johnson, uma agente do FBI, no seriado estadunidense Without a Trace. Desde 2015, interpreta Bethany Mayfair, diretora assistente do FBI, na série  da NBC, Blindspot.
Em 2024, ela ganhou reconhecimento e elogios da crítica renovados por estrelar o filme dramático de Leigh Hard Truths, tornando-se a primeira atriz negra a ganhar os prêmios NYFCC, LAFCA e NSFCC.
É casada com o bailarino britânico Evan Williams, com quem tem duas filhas.

## Filmografia
- Once Upon a Time (1991)
- Cracker (1994)
- Secrets & Lies (1996)
- How to Make the Cruelest Month (1998)
- The 24-Hour Woman (1998)
- The Murder of Stephen Lawrence (1999)
- 28 Days (2000)
- The Cell (2000)
- Spy Game (2001)
- Without a Trace (2002 - 2009)
- City of Ember (2008)
- Takers (2010)
- Robocop (2014)
- Blindspot (2015 - presente)
- Hard Truths (2024)